# Neujahrskonzert der Wiener Philharmoniker 1991

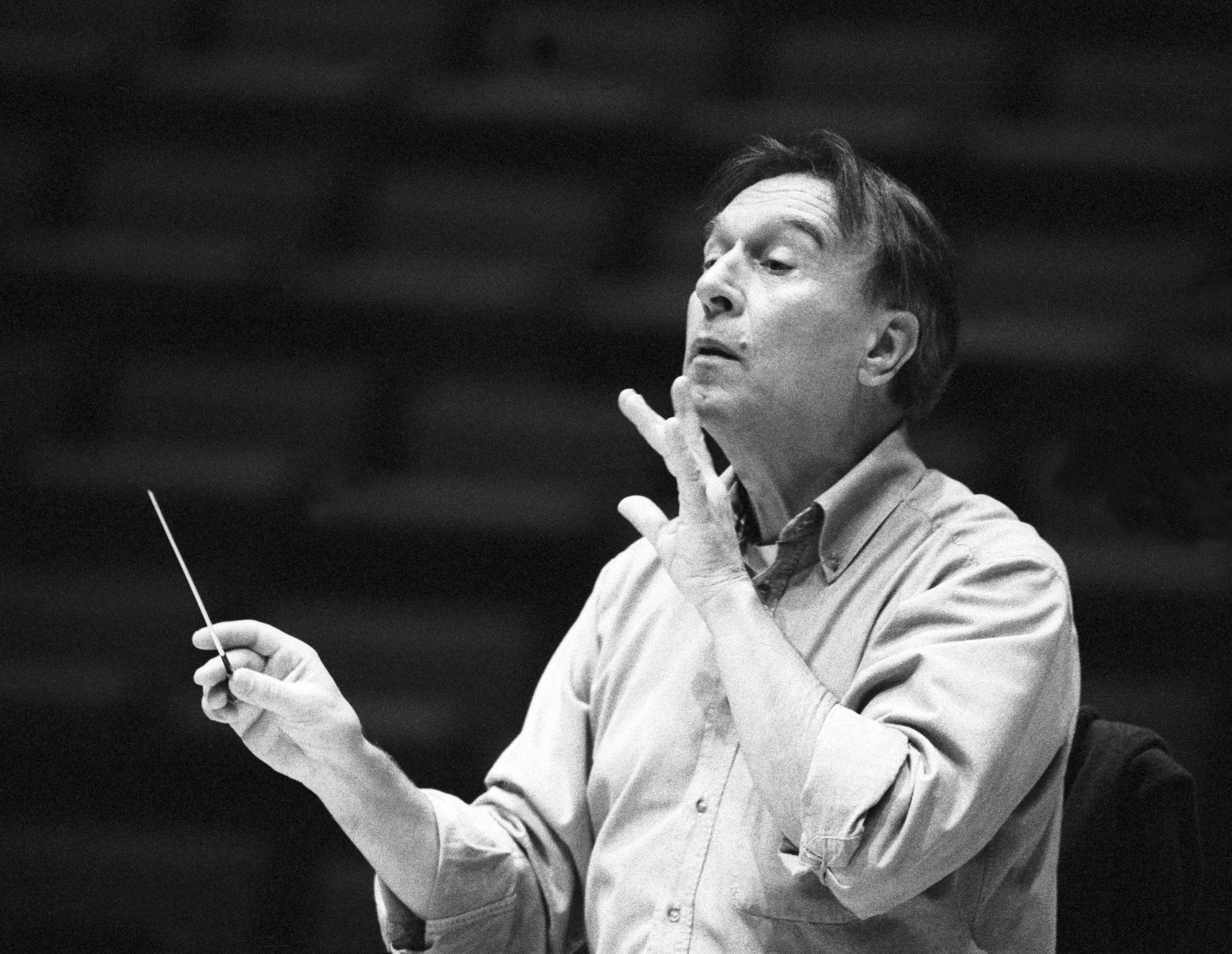
Claudio Abbado (1994)

Das Neujahrskonzert der Wiener Philharmoniker 1991 war das 51. Neujahrskonzert der Wiener Philharmoniker und fand am 1. Jänner 1991 im Wiener Musikverein statt. Dirigiert wurde es zum zweiten Mal von Claudio Abbado, der bereits das Neujahrskonzert der Wiener Philharmoniker 1988 geleitet hatte. Erstmals standen Werke von Wolfgang Amadeus Mozart, Gioachino Rossini und Franz Schubert auf dem Programm eines solchen Neujahrskonzertes.

## Programmfolge

### 1. Teil
- Gioachino Rossini: Ouvertüre zur Oper La gazza ladra (1817)*
- Josef Strauss: Die tanzende Muse, Polka Mazur, op. 266
- Franz Schubert: Galopp und 8 Ecossaises aus op. 49, D 735  (Originaltitel: „Galopp und acht Ecossaisen für Klavier“,[1] Orchestration: Bruno Maderna)*
- Joseph Lanner: Die Werber, Walzer, op. 103
- Johann Strauss (Vater): Seufzer-Galopp, op. 9 (Bearbeitung: Max Schönherr)

### 2. Teil
- Johann Strauss (Sohn): Ouvertüre zur Operette Waldmeister
- Wolfgang Amadeus Mozart: Kontretänze KV 609 Nr. 1 und Nr. 3*
- Wolfgang Amadeus Mozart: Deutscher Tanz C-Dur KV 605 Nr. 3 „Die Schlittenfahrt“*
- Josef Strauss: Aquarellen, Walzer, op. 258
- Johann Strauss (Sohn): Freikugeln, Polka schnell, op. 326
- Eduard Strauß: Carmen-Quadrille, op. 134*
- Johann Strauss (Sohn): Kaiser-Walzer, op. 437
- Johann Strauss (Vater): Piefke und Pufke, Polka, op. 235
- Johann Strauss (Sohn): Furioso-Polka, op. 260

### Zugaben
- Johann Strauss (Sohn): Stürmisch in Lieb’ und Tanz, Polka schnell, op. 393
- Johann Strauss (Sohn): An der schönen blauen Donau, Walzer, op. 314
- Johann Strauss (Vater): Radetzky-Marsch, op. 228

Werkliste und Reihenfolge sind der Website der Wiener Philharmoniker entnommen.
 Mit * gekennzeichnete Werke standen erstmals in einem Programm eines Neujahrskonzertes.

## Ausstrahlung, Aufnahme
Seit diesem Neujahrskonzert – hier erstmals – strahlt der ORF/Eurovision die Neujahrskonzerte in voller Länge aus, bis 1990 wurde stets nur die zweite Hälfte der Konzerte übertragen.
Ein Live-Mitschnitt des Konzertes von 1991 wurde von der Deutschen Grammophon auf Vinyl-LP 1991 veröffentlicht. Laut deren Trackliste fehlen jedoch Rossinis Ouvertüre zur Oper La gazza ladra und die Polka Piefke und Pufke von Strauss (Vater).